# Mycosphaerellaceae
Mycosphaerellaceae es una familia de hongos en el orden Capnodiales. Afectan a muchas plantas comunes, tales como  eucaliptos (familia de las mirtáceas) y miembros de Proteaceae. Posee una distribución amplia.

## Taxonomía
Los siguientes géneros están incluidos en esta familia:
- Achorodothis
- Asperisporium
- Cymadothea
- Euryachora
- Gillotia
- Isariopsis
- Melanodothis
- Mycosphaerella
- Passalora
- Phaeoramularia
- Placocrea
- Pseudocercospora
- Ramularia
- Scolicotrichum
- Septoria
- Sphaceloma
- Sphaerella
- Sphaerellothecium
- Sphaerulina
- Stenella
- Stigmidium
- Thedgonia
- Wernerella